# Gråfåglar
Gråfåglar (Campephagidae) är en familj med små till medelstora, främst skogslevande tättingar som förekommer i subtropiska eller tropiska Afrika, Asien och Australasien.

## Utseende
Gråfåglarna är medelstora till små, och generellt långa och smala tättingar. De är övervägande grå med vita och svarta partier, därav familjenamnet, men släktet minivetter (Pericrocotus) är kraftfullt färgade i rött, gult och svart, och fjäderdräkten hos den centralafrikanska arten blå gråfågel (Cyanograucalus azureus) är skimrande blå. De fyra arterna inom släktet Campephaga uppvisar sexuell dimorfism, där hanarna har svart skimrande fjäderdräkt och kraftigt röd- eller gulfärgade fjäderlösa hudpartier innanför näbben under ögat, medan honorna har mer dämpade olivgröna dräkter.

## Ekologi

### Biotop
Majoriteten av gråfåglarna är skogslevande arter. Vissa är knutna till urskog, som nyakaledoniengråfågel (Edolisoma anale), medan andra klarar sig i skogsbiotoper mer påverkade av människan. Ett tiotal arter nyttjar mer öppna habitat, och en art, den australienska markgråfågeln (Coracina maxima) återfinns på slätt- eller buskmark med få träd. 

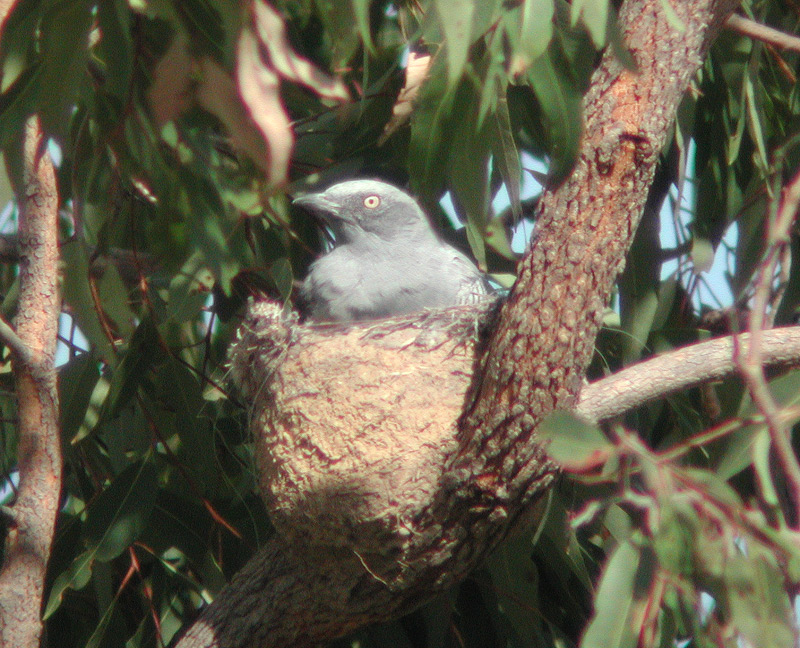
Häckande markgråfågel.

### Socialt beteende
De "egentliga" gråfåglarna uppträder oftast ensamma, i par eller i mindre familjegrupper medan minivetterna oftare bildar mindre flockar. Det finns en stor variation inom familjen vad gäller läten där vissa låter väldigt sällan medan exempelvis minivetter är mycket ljudliga.

### Föda
Gråfåglarna är främst insektsätare och äter bland annat fjärilslarver. De har också observerats äta mindre ryggradsdjur, frukt, frön och annat växtmaterial.

### Häckning
Kunskapen om familjen häckningsekologi är inte komplett, och flera arter har aldrig studerats. Av de arter som har studerat har alla hävdat revir, och hos de arter som inte flyttar, försvaras dessa territorier hela året. De är monogama och paren håller ihop hela året. Ickemonogamt beteende har bara observerats vid ett tillfälle, i Australien, då en hane av australisk drillfågel (Lalage tricolor) hjälpte två honor att föda upp sina ungar. Kooperativ häckning förekommer hos flera arter. Ungefär fyra prickiga vita, gröna eller blå ägg läggs i ett skålformigt rede som placeras i ett träd. Äggen ruvas i ungefär två veckor.

## Systematik
Flera arter som tidigare placerades här förs nu till andra familjer: skogstörnskatorna i Tephrodornis och Hemipus (de senare kallades tidigare flugätare) till vangorna (Vangidae) samt fruktplockare (Chlamydochaera jefferyi) till trastarna.
Familjen omfattar ett numera 90-tal arter som kan delas in i två grupper, minivetterna i släktet Pericrocotus samt övriga. De skildes åt för redan 21 miljoner år sedan och bör möjligen placeras i två underfamiljer. Traditionellt placeras de övriga gråfåglarna i släktena Campephaga, Coracina, Lobotos och Lalage. DNA-studier visar dock att Coracina är parafyletiskt gentemot de övriga och rekommenderas därför att delas upp i ett antal mindre släkten. Listan nedan följer AviList:
- Släkte Pericrocotus – 14 asiatiska minivetter
- Släkte Ceblepyris – 5 afrikanska arter, tidigare i Coracina
- Släkte Coracina – 27 asiatiska och australiska arter
- Släkte Lobotos – 2 afrikanska gyllingnålfåglar
- Släkte Campephaga – 4 afrikanska nålfåglar
- Släkte Campochaera – gyllennålfågeln på Nya Guinea
- Släkte Malindangia – mindanaogråfågel
- Släkte Lalage – 20 arter drillfåglar, varav flera tidigare placerades i Coracina
- Släkte Cyanograucalus – afrikanska blå gråfågeln, tidigare i Coracina
- Släkte Celebesica – dvärggråfågel på Sulawesi
- Släkte Edolisoma  – 31 arter, tidigare i Coracina